# Wapen van Boekarest
Het wapen van Boekarest werd gecreëerd tijdens de macht van Domnitor Alexander Johan Cuza, een paar jaar na de Roemeense Vereniging. Het communistische regime veranderde het wapen compleet, maar in 1994, enkele jaren na de val van het communisme, werd besloten om het oude wapen weer in te voeren, met een paar kleine wijzigingen.
Het wapen is een hemelsblauw wapenschild met daarboven op een muurkroon een or adelaar die voor de kijker naar links kijkt (dit staat voor de historische regio Walachije, zie het wapen van Walachije). De adelaar heeft een hemelsblauwe kroon op, een schild om zijn middel en een Latijns kruis in zijn bek. Onderaan het wapen staat in de driekleurige rood-geel-blauwe (de kleuren van de Roemeense vlag) rol de wapenspreuk PATRIA ȘI DREPTUL MEU ("Het Vaderland en Mijn Recht").